# Meandros del Nora
Los meandros del Nora se encuentran en el tramo anterior de la confluencia de dicho río con el Nalón desde el pueblo de San Pedro de Nora hasta el embalse de Priañes, formando meandros encajados que separan los concejos asturianos de Oviedo y Las Regueras. Se cataloga geológicamente en la región de pliegues y mantos de la zona asturiana del macizo cantábrico.
La flora no tiene un especial interés si bien la ribera del río Nora tiene agrupaciones bastante extensas de sauce blanco y un encinar dentro del área de influencia del embalse de Priañes.
La fauna destaca por varios tipos de aves invernantes y por la rana común.
Mediante Decreto 16/2003 del BOPA, de 13 de marzo, los Meandros del Nora se declararon Monumento Natural.